# アドルフ・フレドリク・リンドブラード
アードルフ・フレードリク・リンドブラード（Adolf Fredrik Lindblad, 1801年2月1日 – 1878年8月23日）はスウェーデンの作曲家。
歌曲のほかに、歌劇《闘争（Frondörerna）》、《交響曲ハ長調》《交響曲ニ長調》、3つのヴァイオリン・ソナタ、2つの弦楽五重奏曲、7つの弦楽四重奏曲がある。存命中は200以上の歌曲によって親しまれ、「スウェーデン歌曲の父」と呼ばれた。
「スウェーデンの夜鳴き鶯」との異名をとった助言者イェニー・リンドと愛人関係に陥り、リンドブラード夫人ソフィーは、夫がリンドと再婚できるように離婚を申し出たが、リンドブラードはこれを受け容れなかった。

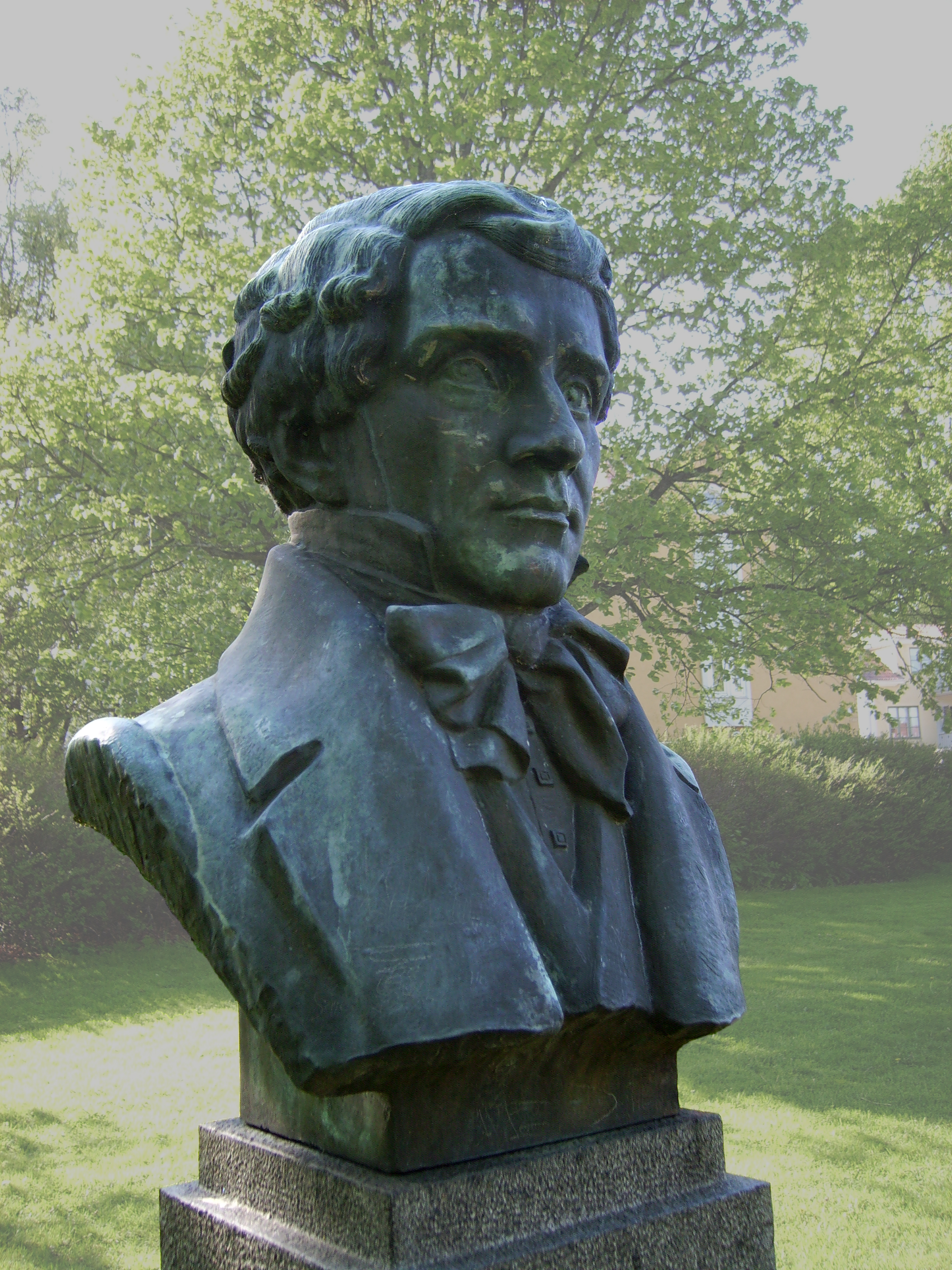
塑像